# St. Christopher
Le St. Christopher commença sa carrière en tant que HMS Justice (W-140), un navire de la Royal Navy classé comme remorqueur de sauvetage. Il a été construit aux États-Unis sous le nom de USS ATR-20.
Jamais commandé dans la marine américaine, il a été transféré à la Royal Navy en vertu d'un contrat de prêt-bail à la livraison. De retour aux États-Unis après la fin de la Seconde Guerre mondiale, il a été rebaptisé BATR-20. Vendu pour service commercial en 1946 à un argentin de Buenos Aires en tant que St. Christopher, il fut finalement échoué à Ushuaïa en Argentine et abandonné.

## Histoire
L'ATR-20 a été construit par Camden Shipbuilding & Marine Railway Co. à Camden dans l'état du Maine aux États-Unis le 20 janvier 1943 et lancé le 18 octobre 1943. Il était parrainé par Mlle Joy D.  J. S. Allison, commandant.
Pendant le reste de la Seconde Guerre mondiale, le HMS Justice a servi de remorqueur de sauvetage dans la Royal Navy. Comme beaucoup d'autres navires, il aurait servi lors du Débarquement de Normandie en juin 1944.
Le Justice a ensuite été rendu à la marine américaine le 20 mars 1946 et a été rebaptisé BATR-20. Il a été rayé du registre des navires de la Navy le 3 juillet 1946 et vendu le 3 octobre 1947 à Leopoldo Simoncini de Buenos Aires en tant que St. Christopher.
En 1953, il a été affrété pour des opérations de renflouement dans le Canal Beagle sur le site de l'épave du liner Monte Cervantes parmi d'autres navires de la marine argentine.

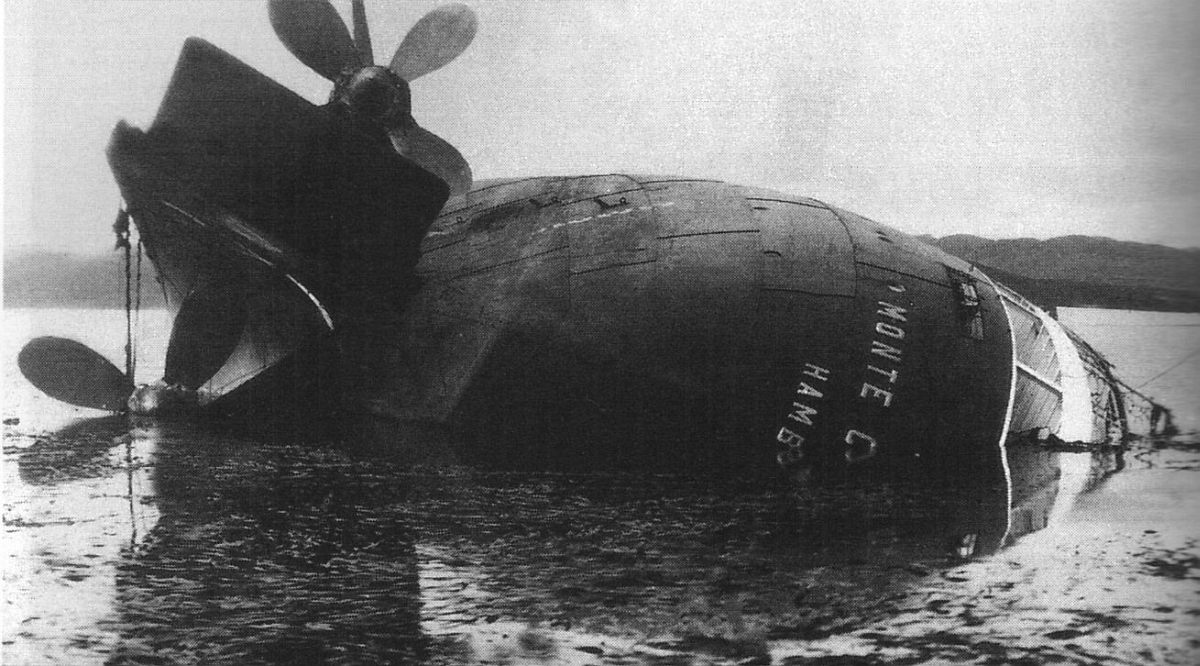
Épave du "Monte Cervantes" avant les tentatives de renflouement.
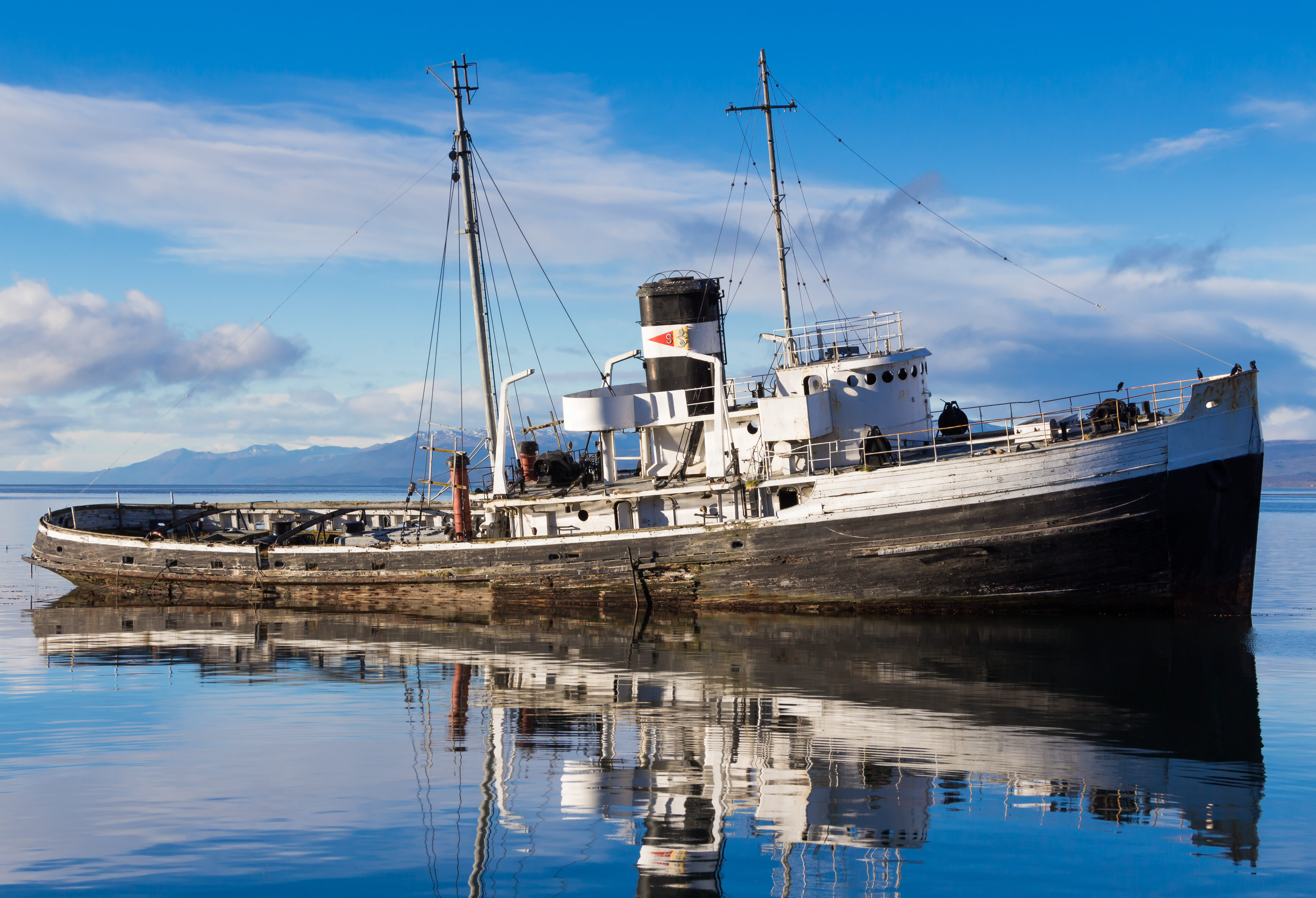
Épave du "St. Christopher en 2017.

Le déséchouage ayant été un échec et le remorqueur ayant subi des problèmes de moteur et des avaries de gouvernail en 1954, il a été remisé à Ushuaïa. Il y a été échoué et abandonné en 1957 et en 2004, on lui a enlevé le mazout qui restait dans ses soutes.
En 2016, le St. Christopher était toujours au même endroit où il est une attraction pour les touristes de retour ou en partance pour des croisières régionales et vers l'Antarctique.